# 巴氏金屬
巴氏金屬，是日本現役純種競賽馬匹。目前主要勝利有2020年日經電台賞及聖烈特紀念。

## 競賽生涯
2017年5月1日出生於北海道浦河町大北牧場，成長途中於拍賣會上被Grand牧場以162萬日圓購入並進行早期育成後，再於另一個拍賣會被馬主宮田直也以540萬日圓購入。
其後交由栗東訓練中心練馬師濱田多實雄訓練。

### 2歲
2019年11月24出戰京都競馬場2歲新馬戰，比賽初段隨即選擇領放，最終在直路上維持一定走勢下僅被一匹賽駒追過取得第二。
其後出自2歲未勝利戰，保持在前置位置下未能在直路迫近前方的領放馬，再度以第二完賽。

### 3歲
稍為休養後在2020年出戰3歲未勝利戰，順利出閘下成功取得先機開始領放，通過彎道進入直路後繼續維持走勢下拉開後方賽駒，以2 1/2馬位輕鬆取得首勝，同時亦為騎師和田龍二帶來第1300場中央頭馬。
5月23日出戰一捷馬戰早苗賞，本次比賽在初段位置順利閃入內欄，於比賽途中維持慢步速確保自身體力消耗。進入直路後，其繼續在所處位置展開不俗的加速，一直壓制試圖迫近的樂桃源，最終以頸位戰勝對手取時間。
7月5日選擇出戰三級賽日經電台賞，於賽前原定之騎師團野大成因為墮馬受傷下急劇改由內田博幸執繮。比賽開始後，其以較為主動的動作搶佔位置領放後便放緩步速，做出前1000米59.6秒的平均步速。進入直路後，其仍然可以沿欄展開優秀的加速，轟出後600米35.8秒全場最快末腳下瞬間拉開後方對手，最終以5馬位戰勝本初之海取得首個分級賽冠軍。
入秋後以聖烈特紀念作為目標，比賽初段同樣因順利出閘以順勢領放，在比賽途中一直保持穩定的步速未有帶離太多。進入直路後，其再度展現出不俗的加速力，順利透出下成功阻止里見旗幟的追擊取得勝利。
10月以菊花賞作為目標，比賽途中面對真理狂想的大逃快放下，巴氏金屬選擇保持在第二的位置並在第四彎道取得領先，可惜直路未能保持走勢失速下以第十落敗。
其後出戰有馬紀念挑戰年長馬匹，同樣因於直路力盡而以第十三大敗。

### 4歲
2021年2月其以中山紀念作為首戰，縱然其在比賽中保持不俗的節奏領放，但在直路不斷其他賽駒超越下以包尾第十四落敗。
5月19日，其被檢查出右前腳出現肌腱炎，因而需要進入長期休養。

### 5歲
2022年9月復出出戰產經賞，本次比賽仍然採用領放戰術下一直維持約莫1馬位的差距，進入直路後稍為加速以求擺脫後方賽駒的追擊，但最終仍然被吉典娜、至潮熱點及滿謝意超越取得第四。
其後選擇進軍秋季天皇賞，由於本次之海在出閘後便選擇搶前兼且進行快放，其因而保持在約莫第二、三左右的位置，但於直路上未能順利提速下沉底，以第十五落敗。

### 6歲
2023年繼續其選擇以中距離戰線作為目標，然而在年初的美國賽馬會盃中僅跑獲第八，休養過後在秋季出戰每日王冠及福島紀念亦分別以第十及第十四落敗。

### 7歲
2024年首戰轉戰泥地賽事東海錦標，然而完全未能適應泥地跑道下在第四彎道經已失速，最終以第十六大敗。
2月返回草地賽事以京都紀念作為目標，比賽初段保持在非洲寶金的後方，面對對方的領放仍然可以保持穩定的姿態。進入直路後，其越過失速的對手取得領先並繼續展開推進，可惜後段稍為力弱下被草如茵及寶徠歌劇超越取得第三。
其後繼續出戰各項賽事，但均未能取得成果，最佳戰績為於鳴尾紀念跑獲第七。

### 8歲
2025年首戰即為京都紀念，比賽初段繼續選擇領放下在最後彎道開始繼續發力，但最終仍然被優鶴湖、能量晶石及Makoto Velikij超越以第四落敗。
3月下旬出戰日經賞，本次比賽仍然選擇在最前方位置帶領馬群前進，但最終未能堅守走勢下以第十一大敗。

### 詳細賽績
| 日期       | 舉辦國家 | 馬場 | 距離   | 級別 | 賽事名稱     | 負重 | 騎師       | 馬號 | 出馬 | 名次 | 時間   | 頭馬（二馬）       |
| ---------- | -------- | ---- | ------ | ---- | ------------ | ---- | ---------- | ---- | ---- | ---- | ------ | ------------------ |
| 24/11/2019 | 日本     | 京都 | 草1800 |      | 2歲新馬      | 55   | 菱田裕二   | 15   | 7    | 2    | 1:49.4 | Red Flavia         |
| 14/12/2019 | 日本     | 阪神 | 草2000 |      | 2歲未勝利    | 55   | 古川吉洋   | 16   | 2    | 2    | 2:01.4 | 深度和諧           |
| 26/4/2019  | 日本     | 福島 | 草2000 |      | 3歲未勝利    | 56   | 和田龍二   | 16   | 12   | 1    | 2:01.2 | （Lord Lightning） |
| 23/5/2020  | 日本     | 新潟 | 草1800 |      | 早苗賞       | 56   | 團野大成   | 14   | 4    | 1    | 1:47.8 | （樂桃源）         |
| 5/7/2020   | 日本     | 福島 | 草1800 | GIII | 日經電台賞   | 53   | 內田博幸   | 12   | 1    | 1    | 1:47.3 | （本初之海）       |
| 21/9/2020  | 日本     | 中山 | 草2200 | GII  | 聖烈特紀念   | 56   | 內田博幸   | 12   | 6    | 1    | 2:15.0 | （里見旗幟）       |
| 25/10/2020 | 日本     | 京都 | 草3000 | GI   | 菊花賞       | 57   | 內田博幸   | 18   | 11   | 10   | 3:07.6 | 鐵鳥翱天           |
| 27/12/2020 | 日本     | 中山 | 草2500 | GI   | 有馬紀念     | 55   | 內田博幸   | 16   | 1    | 13   | 2:36.8 | 創世駒             |
| 28/2/2021  | 日本     | 中山 | 草1800 | GII  | 中山紀念     | 56   | 內田博幸   | 14   | 7    | 14   | 1:48.1 | 滂薄無比           |
| 25/9/2022  | 日本     | 中山 | 草2200 | GII  | 產經賞       | 56   | 横山典弘   | 13   | 13   | 4    | 2:13.2 | 吉典娜             |
| 30/10/2022 | 日本     | 東京 | 草2000 | GI   | 秋季天皇賞   | 58   | 横山典弘   | 15   | 12   | 15   | 1:58.7 | 春秋分             |
| 22/1/2023  | 日本     | 中山 | 草2200 | GII  | 美國賽馬會盃 | 57   | 横山典弘   | 14   | 5    | 8    | 2:14.5 | 北橋               |
| 8/10/2023  | 日本     | 東京 | 草1800 | GII  | 每日王冠     | 57   | 內田博幸   | 12   | 5    | 10   | 1:46.3 | 傲蹄巴魯           |
| 12/11/2023 | 日本     | 福島 | 草2000 | GIII | 福島紀念     | 58   | 內田博幸   | 16   | 14   | 14   | 2:03.4 | 好愛美             |
| 21/1/2024  | 日本     | 京都 | 泥1800 | GII  | 東海錦標     | 57   | 團野大成   | 16   | 12   | 16   | 1:54.4 | William Barows     |
| 11/2/2024  | 日本     | 京都 | 草2200 | GII  | 京都紀念     | 57   | 團野大成   | 12   | 1    | 3    | 2:12.5 | 草如茵             |
| 14/4/2024  | 日本     | 福島 | 草2000 | L    | 福島民報盃   | 57   | 永島真奈美 | 16   | 12   | 16   | 2:01.1 | 重整思想           |
| 1/6/2024   | 日本     | 京都 | 草2000 | GIII | 鳴尾紀念     | 57   | 和田龍二   | 13   | 3    | 7    | 1:57.9 | 優鶴湖             |
| 7/7/2024   | 日本     | 福島 | 草2000 | GIII | 七夕賞       | 57   | 內田博幸   | 15   | 9    | 11   | 1:59.1 | Red Radiance       |
| 6/10/2024  | 日本     | 京都 | 草2400 | GII  | 京都大賞典   | 57   | 團野大成   | 11   | 10   | 8    | 2:23.4 | 玫瑰騎士           |
| 30/11/2024 | 日本     | 京都 | 草2000 | GIII | 挑戰盃       | 57   | 團野大成   | 15   | 3    | 14   | 2:01.8 | 拉威爾             |
| 16/2/2025  | 日本     | 京都 | 草2200 | GII  | 京都紀念     | 57   | 高杉吏麒   | 12   | 2    | 4    | 2:16.0 | 優鶴湖             |
| 29/3/2025  | 日本     | 中山 | 草2500 | GII  | 日經賞       | 57   | 戶崎圭太   | 15   | 14   | 11   | 2:36.5 | Meiner Emperor     |

## 血統簡介
父系中山慶典為日本賽駒，生涯戰績優秀，曾勝出一級賽寶塚紀念，亦於凱旋門大賽跑獲亞軍。祖父黃金旅程爲日本賽駒，生涯戰績不俗，曾勝出香港瓶，退役後配種成績亦非常優秀。
母系Art Ryoko為日本賽駒，僅於地方勝出一場賽事。外祖父大樹快車爲美國生產的日本賽駒，生涯稱霸日本短途及一哩賽事，於1600米賽道未嘗一敗，曾勝出安田紀念、短途馬錦標及連霸一哩冠軍賽，更於退役後被選出爲日本中央競馬會第26匹日本殿堂馬。

### 血統表
| 父線：週日寧靜系（Halo系）                     |                            |              |                 |
| 種馬 中山慶典 2006年（棗色）                   | 黃金旅程 1994年（深棗色）  | 週日寧靜     | Halo            |
| 種馬 中山慶典 2006年（棗色）                   | 黃金旅程 1994年（深棗色）  | 週日寧靜     | Wishing Well    |
| 種馬 中山慶典 2006年（棗色）                   | 黃金旅程 1994年（深棗色）  | Golden Sash  | Dictus          |
| 種馬 中山慶典 2006年（棗色）                   | 黃金旅程 1994年（深棗色）  | Golden Sash  | Dyna Sash       |
| 種馬 中山慶典 2006年（棗色）                   | Dear Wink 1998年（棗色）   | Tight Spot   | His Majesty     |
| 種馬 中山慶典 2006年（棗色）                   | Dear Wink 1998年（棗色）   | Tight Spot   | Premium Win     |
| 種馬 中山慶典 2006年（棗色）                   | Dear Wink 1998年（棗色）   | Seirei       | 丹山            |
| 種馬 中山慶典 2006年（棗色）                   | Dear Wink 1998年（棗色）   | Seirei       | Sense of Rhythm |
| 繁殖雌馬 Art Ryoko 2011年（栗色）              | 大樹快車 1994年（栗色）    | Devil's Bag  | Halo            |
| 繁殖雌馬 Art Ryoko 2011年（栗色）              | 大樹快車 1994年（栗色）    | Devil's Bag  | Ballade         |
| 繁殖雌馬 Art Ryoko 2011年（栗色）              | 大樹快車 1994年（栗色）    | Welsh Muffin | Caerleon        |
| 繁殖雌馬 Art Ryoko 2011年（栗色）              | 大樹快車 1994年（栗色）    | Welsh Muffin | Muffitys        |
| 繁殖雌馬 Art Ryoko 2011年（栗色）              | Granse Oakl 1990年（棗色） | 雷利耶夫     | 北地舞人        |
| 繁殖雌馬 Art Ryoko 2011年（栗色）              | Granse Oakl 1990年（棗色） | 雷利耶夫     | Special         |
| 繁殖雌馬 Art Ryoko 2011年（栗色）              | Granse Oakl 1990年（棗色） | Dry Fly      | 水車礁石        |
| 繁殖雌馬 Art Ryoko 2011年（栗色）              | Granse Oakl 1990年（棗色） | Dry Fly      | Gay Missile     |
| 雌系：號族：3-l                                |                            |              |                 |
| 五代內近親交配：Halo 4×4、Thatch + Special 5×4 |                            |              |                 |

## 命名由來
名字Babbitt（バビット）出自美國發明家艾薩克・巴比特之姓氏及其發明的巴氏合金，香港則取其意，翻譯為「巴氏金屬」。

## 外部連結
- 巴氏金屬 netkeiba.com （页面存档备份，存于）
- 血統表 （页面存档备份，存于）